# 관서팔경
관서팔경(關西八景)은 평안북도와 평안남도에 있는 명승지 여덟 곳을 가리킨다.

## 관서팔경의 명승지
- 강계의 인풍루(仁風樓)
- 의주의 통군정(統軍亭)
- 선천의 동림폭(東林瀑)
- 안주의 백상루(百祥樓)
- 평양의 연광정(練光亭)
- 성천의 강선루(降仙樓)
- 만포의 세검정(洗劒亭)
- 영변의 약산동대(藥山東臺)